# 전주새연초등학교
전주새연초등학교는 대한민국 전북특별자치도 전주시 완산구 효자동2가에 있는 공립 초등학교이다. 교명은 '새연'은 우리말로 ‘새롭게 연다’는 뜻이다.

## 연혁
- 2017년 3월 1일 전주새연초등학교 개교(23학급)
- 2017년 3월 1일 초대 노용순 선생님 교장 부임
- 2018년 2월 9일 제1회 졸업식(19명)
- 2019년 2월 15일 제2회 졸업식(75명)
- 2020년 2월 14일 제3회 졸업식(86명)
- 2020년 3월 1일 제2대 유지은 교장 선생님 부임
- 2021년 1월 14일 제4회 졸업식(80명)
- 2022년 1월 5일 제5회 졸업식(113명)
- 2022년 3월 1일 제3대 최성덕 교장 선생님 부임

## 참고 자료
- 전주새연초등학교 - 한국교육학술정보원 학교알리미